# Spioncentrum i Stockholm under andra världskriget

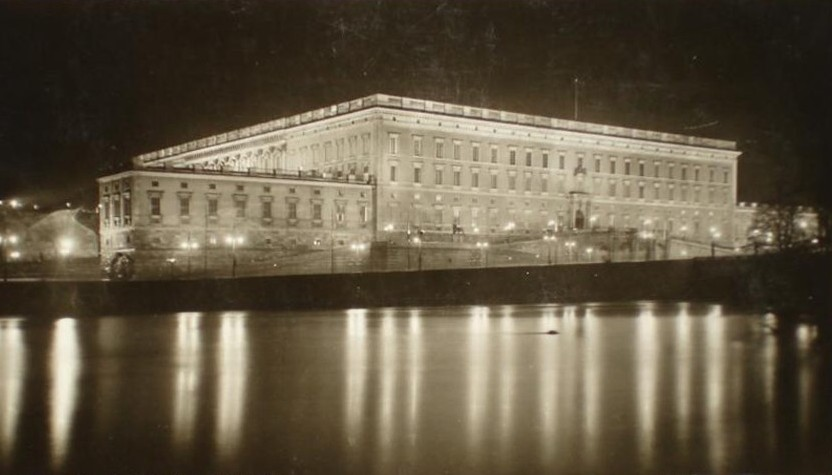
Stockholms slott med fasadbelysning på 1940-talet, fasad mot norr.

Även om Sverige var ett neutralt land under andra världskriget så var det ett spioncentrum i Stockholm under andra världskriget. Spioneri var stort i huvudstaden Stockholm. Många aktiva länder under kriget hade spioner i Stockholm. Ett faktum var att alla krigsförande länder hade det. I Stockholm var det ett underrättelsekrig och alla inblandade länder var ute efter att samla så mycket information som möjligt om sina fiender men även sina vänner. Fastän Stockholm låg en bit bort ifrån kriget så pågick ett spion- och underrättelsekrig i huvudstaden. Länders olika ambassader jobbade ständigt med informationsinhämtning. I Sverige oroade man sig över hur man skulle skydda sig mot alla hemliga agenter och liknande som befann sig i Stockholm. Däremot var det man oroade sig mest över att denna hemliga verksamhet som pågick hade kunnat leda till att Sverige dragits in i kriget. Men det skedde aldrig. Även om Sverige inte invaderades av trupper, blev huvudstaden Stockholm minst sagt invaderad av olika länders underrättelsetjänster. Svenskarna var rädda att spionerna skulle ta reda på viktig information om Sverige och deras politik, spionaget var dels på de svenska hemligheterna men det sägs att spionerna nästan endast var ute efter information om de andra länderna som härjade i Stockholm.

## Viktiga platser i Stockholm
Stockholm var i sig en väldigt viktig plats för spioneri under andra världskriget. Vissa platser var viktigare än andra. Den viktigaste stadsdelen var överlägset Östermalm. En av de viktigaste platserna i stadsdelen var Strandvägen 7 där bland annat nazisternas propagandakontor befann sig. Från detta kontor spreds propaganda om att allting i Tyskland var lugnt, bra och att Hitler var en bra och snäll ledare. Propagandan spreds genom tidningar och flygblad.
För att förenkla underrättelsekriget för de olika parterna i kriget använde de sig av olika legationsbyggnader som hade en central placering i staden. Legationerna var inte alltid platsen där underrättelsetjänsterna arbetade men många använde dem som täckmantel. Det förekom ofta att legationerna hyrde lägenheter åt de arbetande grupperna. Sovjetiska kontoret låg på Vasagatan och det brittiska kontoret på Birger Jarlsgatan. På bland annat dessa platser vet man inte exakt vad som pågick, men det kan ifrågasättas om det var det som påstods.
På Östermalm befann sig även den Amerikanska ambassaden. Den dåvarande amerikanska ambassadören försökte övertala Washington att Stockholm var Europas bästa lyssnarpost. Även tyskarna och britterna sade samma sak och ansåg att det var en bra plats för att få information om andra parter. Stockholm kallades för Nordens Casablanca. Runt samma område hade även den norska motståndsrörelsen kontor liksom dess militärorganisation och underrättelsetjänst.
Det var just på Östermalm som de olika spionageverksamheterna och underrättelsetjänsterna befann sig. De olika underrättelsetjänsterna och legationerna låg som längst bort bara några hundra meter ifrån varandra. Dessutom resulterade det faktum att vartenda krigsförande land befann sig i denna lilla stadsdel att alla ambassadörer, spioner, attachéer etc. var på samma plats. De mötte varandra på stan, satt bredvid varandra på bussen eller till och med bodde i samma hus.

### Strandvägen 7

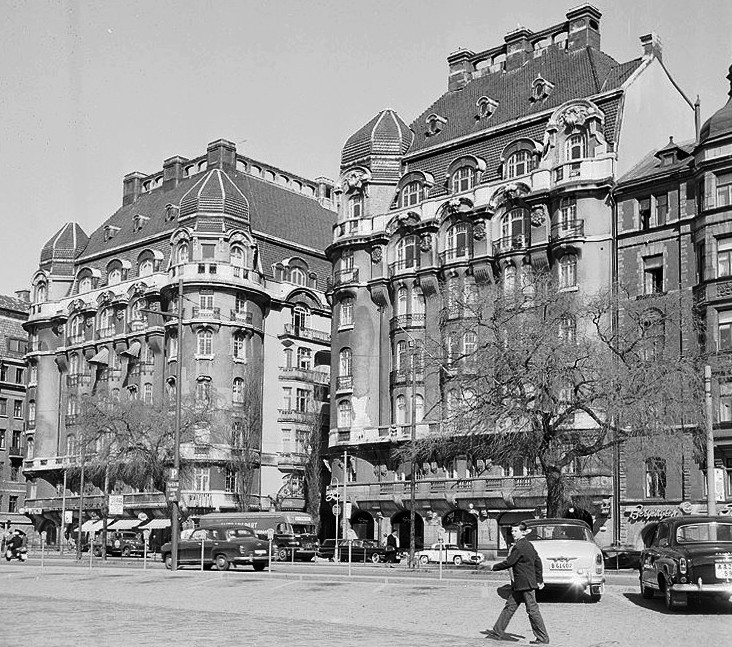
Strandvägen 7 Stockholm

Adressen Strandvägen 7 sägs vara en av de adresser där det pågick mest hemlig verksamhet i hela Stockholm under andra världskriget. Vad som var speciellt med adressen var att bara dörrar emellan hade tre olika parter i kriget kontor.
På adressen Strandvägen 7A i stadsdelen Östermalm under andra världskriget befann sig den amerikanska legationen. I början av andra världskriget var endast tre amerikaner placerade där eftersom Stockholm var ett bakvatten ur USA:s synpunkt. Denna åsikt ändrades och i slutet av kriget befann sig mer än 400 personer där. En del av dessa sägs även ha jobbat för OSS, som var en amerikansk underrättelsetjänst som var inriktade på underrättelseverksamhet och specialoperationer. Spionage, sabotage och strategisk analys var något som de även jobbade med.
Amerikanerna var i början av kriget väldigt få i Stockholm. Sommaren 1942 kom en professor vid namn Roy V. Peel dit. Han hade varit gästforskare i Sverige tidigare och kände till Stockholm. Det påstods att han var där för att hälsa på gamla kompisar och arbetskollegor. Detta må ha varit sant men misstankar väcktes kring honom och varför han var i Stockholm under ett världskrig. Peel sökte upp sina gamla bekanta och en av dem var Ragnar Casparsson. Peel hade frågat Casparsson försiktigt om värvandet av en lämplig svensk för ett uppdrag. Detta väckte ännu mer misstankar och det visade sig att Roy V. Peel var en amerikansk agent från OSS.
Dörren bredvid 7A var Strandvägen 7B, där USA:s motståndare Italien hade sin legation under andra världskriget. Denna legation höll inte så länge utan stängde igen när Italien och Mussolini föll på hösten 1943.
Bakom nästa dörr, på Strandvägen 7C hade en tysk militärattaché vid namn von Uthman sitt kontor. Von Uthman blev placerad på denna plats på grund sina erfarenheter från t. ex. det finska inbördeskriget 1918. Han försökte att övertala Tyskland om att få en kommendering på östfronten, vilket han inte fick. Uthman var inte trogen nazist men han var trogen führern och hans tankar. Han jobbade med en öppen verksamhet som var ackrediterad av den svenska myndigheten. Uthman hade kontor och drev sin verksamhet där en stor del av kriget. Hans verksamhet växte och vid en tidpunkt hade arbetade 1 500 personer på den tyska legationen.

### Strandvägen 82
Bara några hundra meter från amerikanerna, italienarna och tyskarna befann sig britternas legation. Underrättelsetjänst var något nytt för många länder, men inte för britterna. Britterna fick en liten tjuvstart då de hade Secret Intelligence Service sedan innan. De hade fler ingångar till information och betydligt mer tillgång än de andra. Bland annat USA hade knappt några källor alls i början av kriget. Secret Intelligence Service som under andra världskriget kallades för SIS var ingen maskerad militär underrättelsetjänst. De använde illegala metoder för att få tag på information. Metoderna var de samma som de tyska och sovjetiska delegationerna använde sig av. Vilket var att de skyddade underrättelsestationer i legationerna. SIS hittade nu en ny metod. På de brittiska legationerna eller ambassaderna fanns oftast en ganska okänd befattning, Passport Control Officers, som SIS använde som täckmantel. De använde också agenter i stället för dem som jobbade på SIS för informationshämtning. Grannländer till de länder man spanade på var en bra lyssnarpost. Exempelvis använde de Riga eller Helsingfors för att leta information om Sovjetunionen.
Alla dessa olika legationer spanade på varandra hela tiden och försökte få tag på information. De försökte inte bara spana på varandra utan även på andra legationer och kontor i närheten.
Britterna hade införskaffat en stor villa på Strandvägen 82. Detta var ett bra område, men ett minus för britterna med platsen var att den svenska stadspolisen gömde sig och spanade på legationen i träden mittemot legationen. Svenska stadspolisen använde detta i olika övervakningsoperationer men det svenskarna ville spionera på fanns inte där de trodde, eftersom SIS kontor inte fanns på Strandvägen utan hade blivit hemligt placerat på Birger Jarlsgatan 12.
Den brittiska underrättelsetjänsten och den svenska säkerhetstjänsten var inte på god fot och den svenska och brittiska relationen var inte bra. Det gick inte heller bra på Strandvägen 82 på den brittiska legationen. Minister Victor Mallet styrde över personal som inte hade skött sitt arbete och det gick väldigt dåligt för de olika grupperna. Section D var en av dem som hade misslyckats stort. För att ändra på det skapades en ny myndighet i juli 1940 som skulle få namnet Special Operations Executive (SOE). Denna myndighet blev en ny del av det pågående underrättelsekriget. SOE var en blandning av hemlig armé, undercoverdiplomati mot olika länders motståndsrörelser och underrättelseorganisation. Deras huvuduppgift i Stockholm var att hjälpa de norska och senare kommande danska motståndsrörelserna med utrustning och agenter. SOE hade självklart tyskarna och de svenska myndigheterna som fiender, men den största motparten var Victor Mallet. Han ville inte fortsätta med de dynamitaktiviteter de höll på med på legationerna. Mallet ville göra detta diplomatiskt och han ville att britterna endast skulle hålla sig till propaganda och inte sabotage. Men London ville inte gå med på detta och en intern konflikt uppstod. Den brittiska sabotageverksamheten låg ändå nere sommaren 1940.
SOE fick inte utföra något sabotage i Sverige eftersom det inte var ockuperat av Tyskland. Däremot fick man göra det i det tysk-ockuperade Norge. Planen var att de skulle spränga ett tyskt ammunitionståg i Norge, men SOE sprängde tåget i Krylbo av misstag i den så kallade Krylbosmällen.

### Karlaplan 4

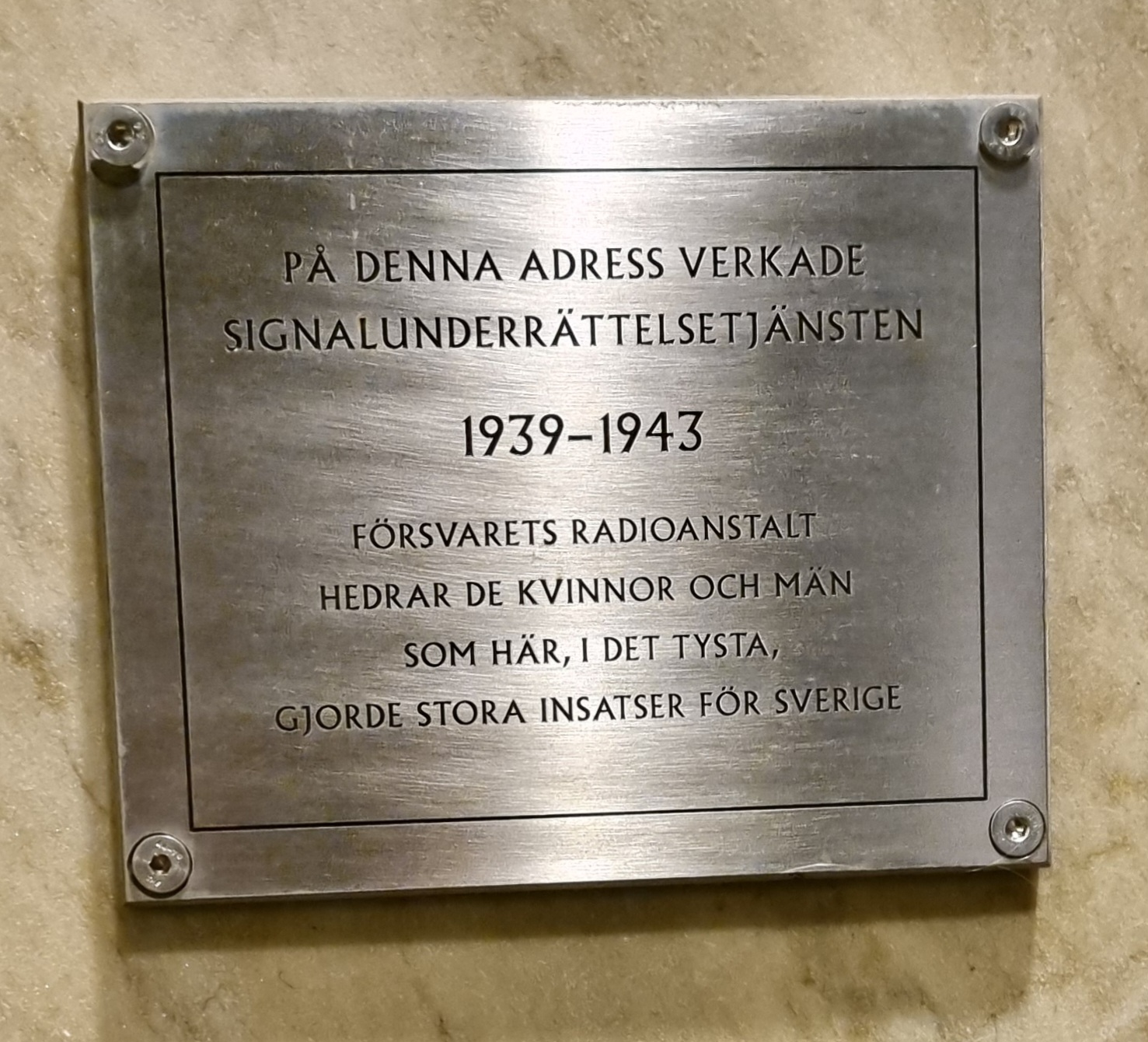
Minnesskylt Karlaplan 4

I april 1940 begärde Tyskland att få använda Sveriges telegrafledningar. Sverige hade inget annat val än att svara ja men de såg det även som en stor möjlighet att avlyssna viktig information från deras samtal och telefontrafik. Karlaplan 4 var en av de adresser där Sverige höll på med sin signalspaning. I maj 1940 infördes en kryptoavdelning på adressen där svenskarna försökte knäcka den tyska krypteringsmaskinen Geheim Fernschreiber även kallad G-skrivaren. Om man lyckas så skulle avlyssningen underlättas enormt. Man fick hjälp med detta av en matematikprofessor från Uppsala, Arne Beurling. Han lyckades knäcka kryptot på g- skrivaren på endast 2 veckor utan att ens se maskinen fysiskt. Apparna som användes var byggda av ingenjörsföretaget LM Ericsson. Efter 1941 arbetade mer än 500 män och kvinnor för fullt vid skrivmaskinerna för att skriva ner det man kunde avlyssna från tyskarnas meddelanden. Hemliga meddelanden flödade i kilometervis ut ur forseringsapparaterna. Den information man fick tag på var otroligt dyrbar och värdefull. Med hjälp av avlyssningarna kunde man avslöja många av Tysklands planer. Redan våren 1940 visste svenska myndigheter om den stora attack som tyskarna skulle komma att utföra mot Sovjetunionen i juni 1941, operation Barbarossa. Informationen Sverige satt på var extremt sekretessbelagd och om den hade avslöjats så hade det kunnat vara en stor risk för Sverige. Man försökte därför att undvika att väcka misstanke genom att skicka högt uppsatta politiker på sommarledighet.
Den information man lyckades ta reda på skulle transporteras till militärstadsbyggnaden, försvarsstaben, även kallat "grå huset". Informationen färdades med cykelbud mellan Karlaplan och grå huset. Det var i grå huset beslut skulle fattas utifrån informationen. Ett av dessa cykelbud var en man vid namn Allan Nyblad och de som anställde honom visste inte att han var medlem i kommunistpartiet. När Nyblad fick reda på vad meddelandena innehöll så kontaktade han den sovjetiska legationen på Villagatan 17. Han kontaktade en person som först var misstänksam, men efter att Nyblad hade berättat om sin plan, så kom de fram till att de skulle träffas i ett trapphus på Grevgatan. Väl där visade Nyblad sina papper och mannen var med på planen. Han gav Nyblad pengar så att han kunde köpa en kamera och fotografera av informationen.  Den sovjetiska legationen hyrde en lägenhet mellan Karlaplan och grå huset där Nyblad kunde stanna mellan sina leveranser och fotografera de tyska meddelandena.
Allan Nyblad och hans bror Knut Nyblad höll på med olika sidoverksamheter som bland annat illegala aborter. De blev gripna och hamnade på Långholmens fängelse och så slutade hans karriär som spion.
De avlyssningar som Sverige gjorde av Tyskland slutade när tyskarna kom på dem. Även om anledningen till Sveriges avlyssning var att försvara landet så avslutades avlyssningen efter ett sista tyskt meddelande om att svenskarna läste deras meddelanden.

### Grevgatan 4

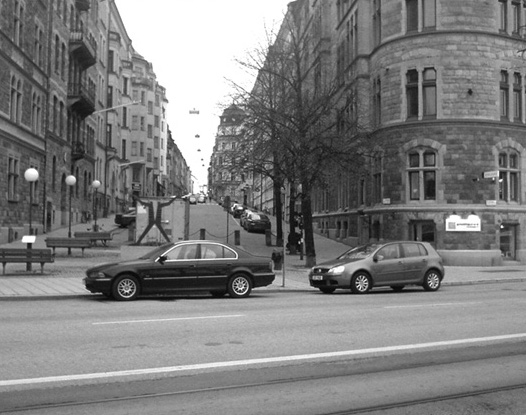
Grevgatan 4.

Under andra världskriget var Sveriges export av järnmalm till Tyskland väldigt viktigt för landets försörjning och framgången i kriget. Sverige stoppade inte exporten men britterna försökte. Vid en incident på Grevgatan 4, den 19 april 1940 grep den svenska polisen en man vid namn Alfred Frederick Rickman efter misstanke om att han hade deltagit i en brittisk sabotageliga. Rickman och en av hans medarbetare greps när de packade in resväskor fulla med dynamit i en bil. Han tog på sig hela operationen och sa att allt var hans idé, och även om ingen trodde på detta så tog han sitt straff. Dagen efter gripandet genomfördes en husrannsakan i ett källarförråd på adressen Grevgatan 4 där Alfred Frederick Rickman hade befunnit sig. I förrådet hittades 84 kg spränggelatin, 34 kg andra sprängmedel samt 320 andra brandbomber och tändanordningar. Även kartor och falska pass inför den planerade sabotageoperationen hittades på adressen.
Alfred Frederick Rickman var en brittisk agent och ledare över denna hemliga sabotageoperation. Rickman och hans kompanjoner i Secret Intellegence Service hade fått i order av premiärminister Neville Chamberlain om att spränga kranar och liknande som var viktiga för en malmleverans från Oxelösunds hamn till Tyskland. Planerna rubbades och operationen ställdes in på grund av att hamnen var allt för välbevakad. Under Rickmans operation lyckades han värva många medhjälpare, däribland sin egen sekreterare Elsa Johansson, som även blev hans fästmö. Däremot var inte alla hans rekryteringar lyckade. En av Rickmans värvningar skulle sedan visa sig avslöja hela operationen. Det var en tysk flykting som var anlitad av Gestapo. Han rapporterade allt som Rickmans gäng höll på med i hopp om att alla hans judiska och tyska släktingar skulle få utresetillstånd från Tyskland, vilket de inte fick. Gestapo och den tyska flyktingen kommunicerade genom brev skrivna med osynligt bläck som upptäcktes av den svenska postkontrollen.

### Östermalmsgatan 87

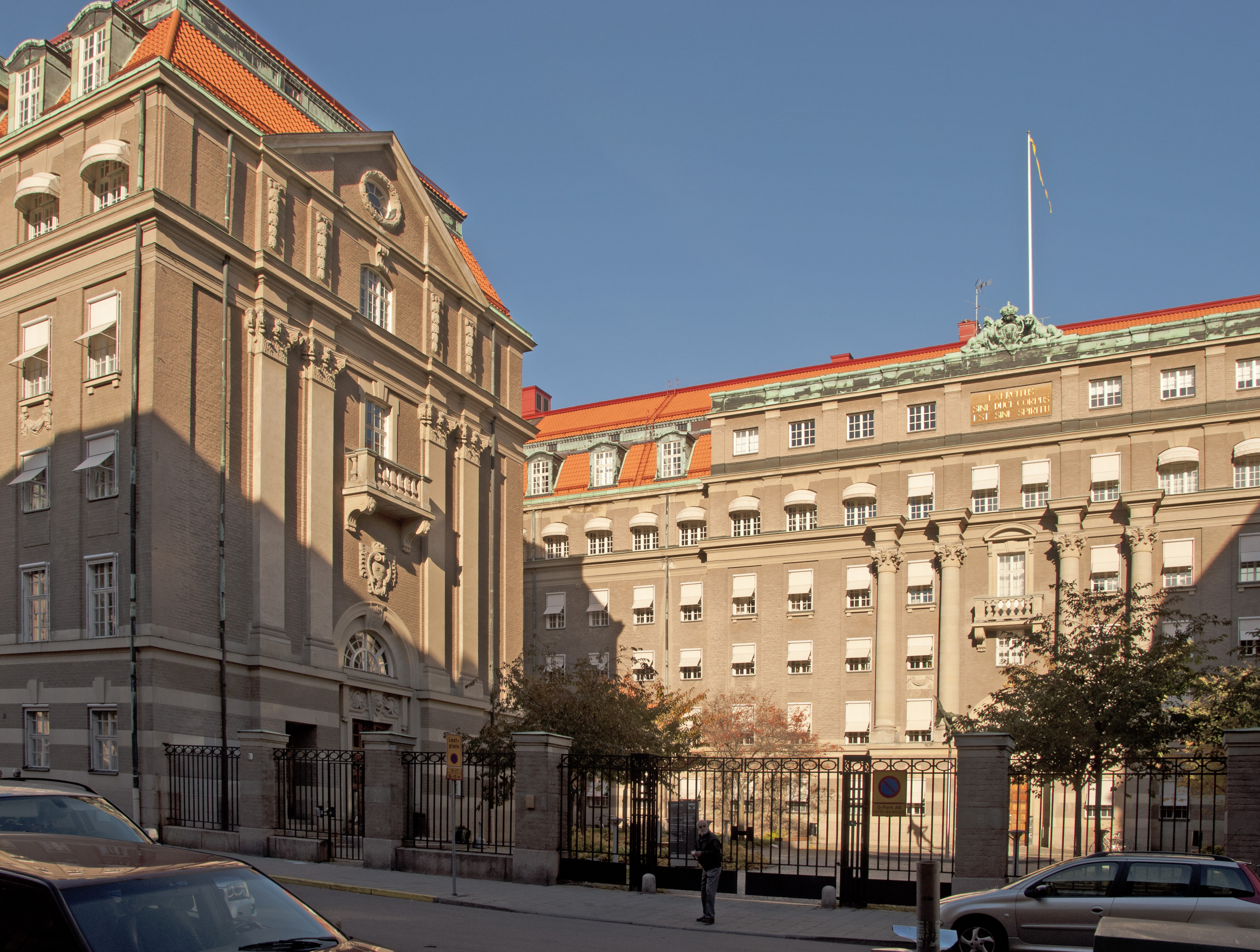
Östermalmsgatan 87, "grå huset"

På Östermalmsgatan 87 finns ett hus som från och med mitten av 1920-talet fått smeknamnet "Grå huset". Under andra världskriget var efterträdarna till generalstaben, och försvarets högsta ledning, försvarsstaben placerad på adressen. Rustningsläget inför andra världskriget var skralt, men det fanns underlag till en svensk underrättelsetjänst från nedrustningen under mellankrigstiden. Överste Carl Adlercreutz var chef över försvarsstabens underrättelseavdelning. Han hade från början ungefär 20 personer som arbetade med att samla militärinformation om länder runt om i världen, huvudsakligen stormakterna Sovjetunionen och Tyskland, som var det största hotet mot Sveriges säkerhet. Det var dock svårt för gruppen att hitta information om dem. Förutom det som publicerades i böcker och tidningar så fanns det inte mycket källor att leta i. Rapporter från svenska militärattachéer kunde vara till hjälp, men verksamheten var öppen och legal i de olika länderna, och därför inte så användbar. Det var mycket svårt att få tag på information från framförallt Tyskland och Sovjet på grund av att militärattachéer och utlänningar var otroligt noggrant övervakade i dessa länder. Därmed kom man fram till att det inte fanns några möjligheter för Sverige att få information om de två stormakternas militär. Man beslöt att ta till nya metoder eftersom det inte längre gick att hålla det legalt om framsteg skulle ske. Adlercreutz och major Carl Petersen blev grundarna av den svenska hemliga underrättelsetjänst. Verksamheten fick först under namnet Gränsbyrån (G-byrån) och senare Centralbyrån, även kallat C-byrån. Byrån grundades efter order från den svenska regeringen och försvarsstaben fick medel för att skapa en hemlig underrättelsetjänst. Beslutet togs i december 1939. Eftersom verksamheten skulle vara hemlig och inte följa det diplomatiska protokollet kunde den inte ligga i det grå huset. Många underrättelseinsatser hyrde vanliga lägenheter i detta område. C-byrån flyttade in i kvarteret precis bredvid grå huset, på Valhallavägen 132 och flyttades senare till lokaler lite längre bort på Sibyllegatan 49. C-byrån var en mindre organisation med ett stort nätverk av agenter. Officerare och akademiker rekryterades till gruppen och två väldigt viktiga av dessa var toppdiplomaten Gunnar Jarring och hans kollega Thede Palm. Thede Palm blev senare chef för C-byråns efterföljare, T-byrån.
G-byrån började med en liten grupp som Carl Petersen var chef över. Gruppen bestod av ett fåtal personer och ett par grupper vid olika gränsområden i Sverige. De samlade information genom rapporter från sjömän, flyktingar och resenärer. I början av 1940 pågick en hemlig underrättelsetjänst, och tre personer i denna verksamhet blev väldigt viktiga för C-byrån: Helmut Ternberg, Fahle Isberg och Gunnar Jarring.

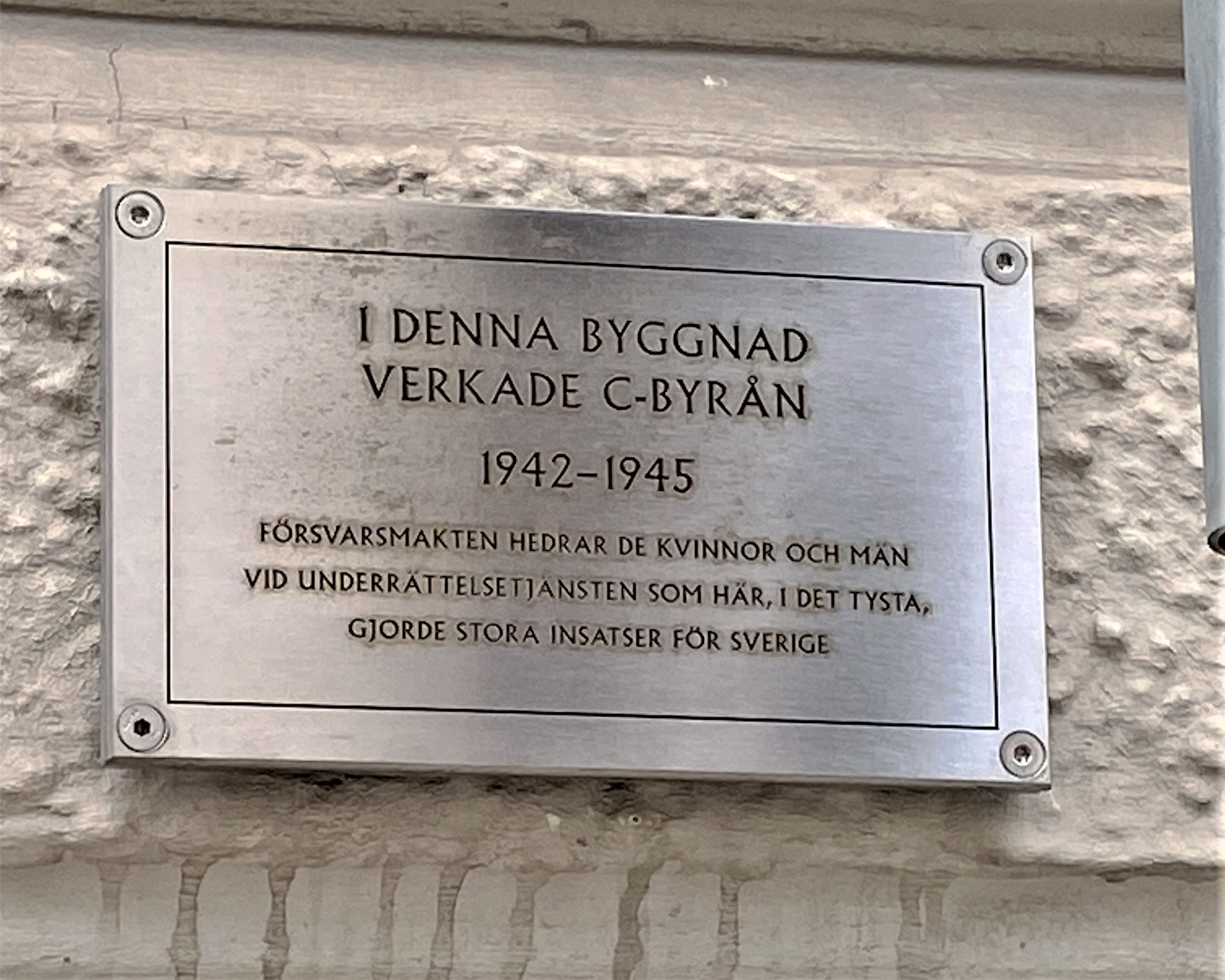
C Byrån Plakett.

Under kriget hade C-byrån hemliga agenter som hävdade att de var diplomatiska kurirer. De färdades genom Tyskland under nästan hela kriget. C-byrån hade även andra verksamheter, bland annat var en av dess viktigaste uppgifter de hemliga relationerna till de danska och norska motståndsrörelserna. Det som C-byrån blev mest känd för var den del som de tog i den baltiska agentverksamheten från 1944 och framåt. C-byrån utnyttjade att det var så många som flyttade från Baltikum under den sovjetiska framryckningen och samlade ihop underrättelser och återinfiltrerade de värvade baltiska agenterna. Den sovjetiska underrättelsetjänsten var dock lika skicklig med att rekrytera och det blev en av de första västliga misslyckanden i kalla kriget. I och med att Sverige var ett neutralt land under kriget så höll C-byrån en defensiv roll och försökte hindra att Sverige hamnade i krig.
C-byrån hade många olika agenter och spioner och använde bland annat kvinnor, så kallade "svalor", för farliga uppdrag. En av de mest berömda var Erika Schwarze som sedan kom att avslöja tyskarna.
Erika Wendt (född Schwarze) jobbade som sekreterare på den tyska militära underrättelsetjänsten Abwehr. Hon jobbade på den tyska legationen i Stockholm, men även om hon arbetade där betydde det inte att det var hennes enda jobb. Hon hade nämligen blivit anställd på C-byrån av Helmut Ternberg. Detta var väldigt lyckat för svenskarna då Erika Wendt memorerade information från de tyska krypteringsmaskinerna och överlämnade den till C-byrån. Denna information var ytterligt viktig för den svenska underrättelsetjänstens framgång. Hennes dubbelspel avslöjades så småningom och hon skulle skickas tillbaka till Tyskland, men gömdes av svenskarna i den lilla byn Backe och fick en ny identitet under namnet Ellen Bergh. Erika Wendt klarade sig och skrev om sina händelser i en bok som sedan publicerades. År 1998 belönades hon med säkerhetspolisens förtjänstmedalj i silver.